# Ministri della guerra e marina italiani (1800-1815)

## Repubblica Cisalpina, poi Italiana, poi Regno d'Italia (1797-1814)

### Ministri della guerra
| Titolare                                    | Nato-Morto | Nomina            | Note |
| ------------------------------------------- | ---------- | ----------------- | --- |
| Ambrogio Birago                             | 1745-1828  | 30 luglio 1797    | - |
| Gen. Div. Martin de Vignolle                | 1763-1824  | 21 novembre 1799  | Generale della Repubblica francese. Dimissionario 21.2.1799 per assumere comando operativo                |
| Gen. Brig. Giovanni Battista Bianchi d'Adda | 1748-18..  | 21 febbraio 1799  | Interinale. Ministro dal 5 aprile 1799 a Chambéry. Ispettore generale dal giugno 1800 a Milano            |
| comm. ord. Giovanni Tordorò                 | 1755-1836  | 25 settembre 1800 | Ispettore generale                                                                                        |
| Gen. Brig. Pietro Domenico Polfranceschi    | 1766-1845  | 30 ottobre 1800   | Ispettore generale. Ministro dal 5 novembre. Dimissionario il 22.4.1801                                   |
| Gen. Brig. Pietro Teulié                    | 1769-1807  | 22 aprile 1801    | Dimissionario il 28 luglio 1801                                                                           |
| comm. ord. Giovanni Tordorò                 | 1755-1836  | 23 aprile 1801    | interinale                                                                                                |
| Gen. Div. Alessandro Teodoro Trivulzio      | 1773-1805  | 22 febbraio 1802  | Con la proclamazione della Repubblica Italiana napoleonica, divenne ministro della guerra.Morte a Parigi. |
| Gen. Div. Domenico Pino                     | 1767-1826  | 13 agosto 1804    | - |

### Ministri della guerra e marina
| Titolare                                             | Nato-Morto | Nomina           | Note |
| ---------------------------------------------------- | ---------- | ---------------- | --- |
| Gen. Div. Marie François Auguste Caffarelli du Falga | 1766-1849  | marzo 1806       | - |
| Gen. Div. Sebastiano Giuseppe Danna                  | 1757-1811  | 1º febbraio 1810 | interinale. Morto il 5 novembre 1811                                                                            |
| Gen. Div. Achille Fontanelli                         | 1775-1837  | 10 agosto 1811   | destinato in Germania nel maggio 1813                                                                           |
| Gen. Brig. Giovanni Battista Bianchi d'Adda          | 1748-18..  | maggio 1813      | Nominale. In realtà era incaricato della direzione e della controfirma il segretario generale Alessandro Zanoli |
| Alessandro Zanoli                                    | 1779-1855  | 21 aprile 1814   | segretario generale incaricato del portafoglio. Destituito per accuse di illeciti amministrativi                |
| Gen. Mag. Giovanni Battista Bianchi d'Adda           | 1748-18..  | maggio 1814      | incaricato del portafoglio sino al 21 luglio 1814, data della soppressione dei ministeri italiani               |

### Commissione straordinaria di guerra
- Presidente: FML Annibale Sommariva (18 agosto - 31 ottobre 1814)

## Regno di Napoli (1798-1806)

### Segretario di stato alla guerra
| Titolare                                      | Nato-Morto | Nomina         | Note                                       |
| --------------------------------------------- | ---------- | -------------- | ------------------------------------------ |
| brigadiere Giovanni Battista Manuel y Arriola | 17..-18..  | 22 aprile 1795 | destituito e arrestato il 18 dicembre 1798 |

### Ministri della guerra e marina (repubblicani)
| Titolare                              | Nato-Morto | Nomina         | Note                                                                                       |
| ------------------------------------- | ---------- | -------------- | ------------------------------------------------------------------------------------------ |
| Jacques Philippe Arcambal de la Voute | 17..-18..  | febbraio 1799  | commissario ordinatore dell'Armée de Naples                                                |
| Leopoldo De Renzis di Montanaro       | 1749-1799  | 4 marzo 1799   | giustiziato il 12 dicembre 1799                                                            |
| Gen. Div. Gabriele Manthoné           | 1764-1799  | 17 aprile 1799 | già presidente del Comitato Militare dal 26 gennaio 1799. Giustiziato il 24 settembre 1799 |

### Ispettore della guerra a Napoli
- brigadiere Francesco Ruffo (17-18)), fratello del cardinale Fabrizio Ruffo

### Segretari di stato alla marina
| Titolare                                  | Nato-Morto | Nomina          | Note |
| ----------------------------------------- | ---------- | --------------- | ---- |
| brigadiere Fabrizio Ruffo di Castelcicala | 17..-18..  | 22 aprile 1795  | -    |
| brigadiere Marzio Mastrilli di Gallo      | 1753-1833  | 11 gennaio 1799 | -    |

### Segretari di stato, guerra e marina
| Titolare                              | Nato-Morto | Nomina           | Note |
| ------------------------------------- | ---------- | ---------------- | --- |
| Pietro Lanza Stella di Trabia         | 17..-1811  | 1º gennaio 1799  | a Palermo. Poi ministro delle finanze |
| Viceammiraglio Bartolomeo Forteguerri | 1751-1809  | 10 dicembre 1800 | Comandante generale della marina, segretario di stato interinale a Palermo. Segretario di stato titolare dal 6 gennaio 1801. Trasferito a Napoli il 2 giugno 1802 |

## Regno di Napoli (1806-1815)

### Ministri della guerra
| Titolare                                          | Nato-Morto | Nomina           | Note                                                                     |
| ------------------------------------------------- | ---------- | ---------------- | ------------------------------------------------------------------------ |
| André François Miot, poi di Melito                | 1762-1841  | 22 febbraio 1806 | -                                                                        |
| Gen. Div. Guillaume Mathieu Dumas di Saint Marcel | 1753-1837  | 31 marzo 1806    | -                                                                        |
| Antoine Christophe Saliceti                       | 1757-1809  | 15 aprile 1807   | ministro della polizia generale, incaricato del portafoglio della guerra |

### Ministro della marina
| Titolare                                         | Nato-Morto | Nomina           | Note                                        |
| ------------------------------------------------ | ---------- | ---------------- | ------------------------------------------- |
| commendator Nicola Luigi Pignatelli di Cerchiara | 1753-1833  | 22 febbraio 1806 | dal 15 aprile 1807 anche ministro del culto |

### Ministri della guerra e marina
| Titolare                                               | Nato-Morto | Nomina           | Note |
| ------------------------------------------------------ | ---------- | ---------------- | --- |
| Gen. Div. Jean Louis Ebénézer Reynier                  | 1771-1814  | 25 febbraio 1809 | Generale dell'Impero francese. incaricato del portafoglio |
| Gen. Div. del genio Jacques-David-Martin Campredon     | 1761-1837  | novembre 1809    | - |
| Ordinatore in capo Hector Daure                        | 1774-1846  | 9 settembre 1809 | incaricato del portafoglio. Dal 24 dicembre 1809 incaricato anche della polizia generale. Dal 22 febbraio 1810 ministro della guerra e marina. Destituito perché amante della regina |
| Ten. Gen. Nicolas-François-Thérèse Gondallier de Tugny | 1770-1839  | 17 agosto 1811   | incaricato del portafoglio. Ministro dal 18 aprile 1814 |
| Ten. Gen. Francesco Macdonald                          | 1776-1837  | marzo 1814       | futuro marito morganatico dell'ex regina |
| Giuseppe Zurlo                                         | 1759-1818  | 16 maggio 1815   | - |

## Regno di Sicilia (1806-1815)

### Segretari di stato alla guerra
| Titolare                                                | Nato-Morto | Nomina        | Note                              |
| ------------------------------------------------------- | ---------- | ------------- | --------------------------------- |
| commissario ordinatore Giambattista Colajanni           | 17..-1811  | marzo 1806    | morto in carica nel dicembre 1811 |
| maresciallo di campo Giovanni Battista Manuel y Arriola | 17..-1811  | giugno 1808   | morto in carica nel dicembre 1811 |
| Tommaso Gargallo e Montalto, marchese di Castellentini  | 17..-18..  | dicembre 1811 | poeta                             |

### Segretari di stato alla marina
| Titolare                              | Nato-Morto | Nomina     | Note                    |
| ------------------------------------- | ---------- | ---------- | ----------------------- |
| viceammiraglio Bartolomeo Forteguerri | 1751-1809  | marzo 1806 | morto il 5 gennaio 1809 |

### Segretari di stato alla guerra e marina
| Titolare                                                                   | Nato-Morto | Nomina        | Note                                     |
| -------------------------------------------------------------------------- | ---------- | ------------- | ---------------------------------------- |
| Giuseppe Reggio e Grugno principe di Aci                                   | 1769-1820  | 27 marzo 1812 | nel primo ministero liberale             |
| retro ammiraglio Ruggero Settimo di Fitalia                                | 1778-1863  | dicembre 1812 | nel secondo ministero liberale           |
| brigadiere Diego Naselli                                                   | 1754-1832  | agosto 1813   | nel primo ministero reazionario          |
| retro ammiraglio Ruggero Settimo di Fitalia                                | 1778-1863  | ottobre 1813  | nel terzo ministero liberale             |
| maresciallo di campo Diego Naselli                                         | 1754-1832  | 4 luglio 1814 | nel secondo ministero reazionario        |
| maresciallo di campo Jacques Elisabeth de Vidard de Viderey di Saint Clair | 17..-18..  | 4 giugno 1815 | nel governo della restaurazione a Napoli |

## Regno di Sardegna (1799-1815)

### Segretari di stato, di guerra e marina
| Titolare                                                            | Nato-Morto | Nomina     | Note                                                 |
| ------------------------------------------------------------------- | ---------- | ---------- | ---------------------------------------------------- |
| Domenico Simone Ambrosio conte di Chalamberto                       | 1754-1803  | Marzo 1799 | A Firenze, Napoli e Roma                             |
| mons. Antonio Francesco Gabet                                       | 17..-18..  | 4.7.1803   | Interinale a Roma                                    |
| Conte Alessandro Gioacchino Michele Rossi                           | 1757-1827  | 1803       | A Roma e Gaeta, dal 17.2.1806 a Cagliari             |
| Carlo Maria Baldassarre Rebuffo conte di San Michele                | 1744-1839  | 2.5.1814   | da Cagliari a Torino                                 |
| avv. Giuseppe Francesco Mussa                                       | 17..-1844  | 20.5.1814  | Interinale a Torino in attesa di San Marzano         |
| Filippo Antonio Maria Asinari marchese di Caraglio e di San Marzano | 1767-1828  | 20.5.1814  | Plenipotenziario a Vienna, a Torino dall'agosto 1815 |

### Segretario di stato alla marina (17 aprile – 8 agosto 1815)
Alessandro Carlo Filiberto di Vallesa, conte di Montalto e Martiniana	1765-1823	17.4.1815	Segretario di stato agli esteri